# NGC 2210
NGC 2210 (другое обозначение — ESO 57-SC71) — шаровое скопление в созвездии Золотая Рыба.
Этот объект входит в число перечисленных в оригинальной редакции «Нового общего каталога».
Диаграмма Герцшпрунга-Рассела для этого скопления показывает избыток красных звёзд главной последовательности, что говорит о том, что NGC 2210 содержит несколько звёздных популяций. Аналогичная особенность наблюдается и у скопления Holge 11. В остальном же диаграмма NGC 2210 напоминает диаграмму для скопления M 92 и позволяет отнести скопление к наиболее старому и бедному металлами классу скоплений БМО.